# Louis Antoine Fauvelet de Bourrienne

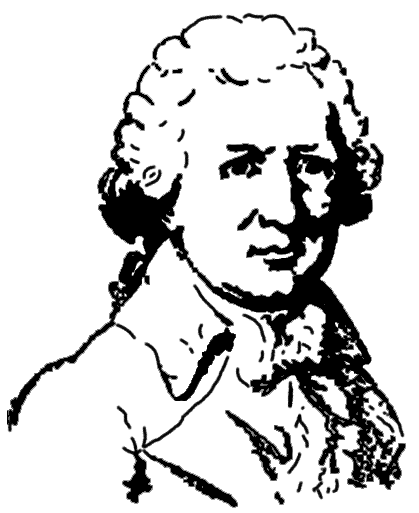
Portret van Bourrienne

Louis Antoine Fauvelet de Bourrienne (Sens, 19 juli 1769 – Caen, 7 februari 1834) was een Frans diplomaat, politicus en biograaf. Hij is vooral bekend als schrijver van een biografie van Napoleon Bonaparte.

## Jeugd en vroege carrière
Bourrienne genoot onderwijs aan de militaire academie in Brienne-le-Château, tegelijk met Napoleon. De twee lijken goed met elkaar te hebben kunnen opschieten, maar de hechte vriendschap die uit Bourriennes memoires is op te maken is vermoedelijk ernstig overdreven.
Hij verliet Brienne in 1787 en studeerde rechten in Wenen en later Leipzig, waar hij verbleef toen de Franse Revolutie uitbrak. In 1792 keerde hij terug naar Parijs, waar hij weer in contact kwam met Napoleon. Met hem maakte hij de gevangenneming van de Franse koning mee. In augustus van datzelfde jaar werd hij als diplomaat uitgezonden naar Stuttgart. Om onduidelijke redenen werd zijn naam op een lijst met politieke émigrés geplaatst; dit hield in dat hij bij terugkeer in Frankrijk behandeld zou worden als verrader. Ondanks hulp van onder meer Napoleon en generaal Bernadotte zou het pas in 1797 lukken om zijn naam te zuiveren.

## Privésecretaris van Napoleon
In 1797 werd Bourrienne door Napoleon naar Italië ontboden om hem te kunnen adviseren bij de onderhandelingen met Oostenrijk; zijn juridische en diplomatieke vaardigheden waren van nut bij het opstellen van de Vrede van Campo Formio. Hij vergezelde vervolgens Napoleon als diens privésecretaris tijdens de veldtocht in Egypte. Een kleurrijk, maar onbetrouwbaar verslag hiervan is te vinden in zijn memoires. Terug in Frankrijk bleef hij Napoleon terzijde staan, onder meer bij de Staatsgreep van 18 Brumaire. Hij bleef actief als secretaris van de eerste consul totdat Napoleon hem in 1802 aan de kant schoof, vermoedelijk als reactie op dubieuze zakenprakrijken van de kant van Bourrienne. De rol van Bourrienne in het centrum van de macht was hiermee feitelijk uitgespeeld, en vanaf dit punt bevatten zijn memoires dan ook geen ooggetuigenverslagen van het doen en laten van Napoleon meer.

## Breuk met Napoleon
In 1805 werd Bourrienne als gezant naar Hamburg gestuurd, om daar de naleving van het Continentaal Stelsel te waarborgen. Als zodanig was hij nauwelijks effectief, vooral omdat hij middels omkoperij nogal eens een oogje dicht lijkt te hebben geknepen als handelaren dit Stelsel wilden omzeilen. In 1810 werd hij dan ook teruggeroepen naar Frankrijk.
Vanaf 1814 steunde hij Lodewijk XVIII, en gedurende korte tijd fungeerde hij als minister van posterijen, en later prefect van de politie. Op beide posten werd hij echter al na een paar dagen vervangen, vermoedelijk vanwege zijn eerdere banden met Napoleon. Tijdens de Honderd Dagen volgde hij de koning naar Gent; zijn politieke rol was echter uitgespeeld. Na de Slag bij Waterloo werd hij Minister van Staat. Tijdens de Julirevolutie van 1830 verloor hij het grootste deel van zijn vermogen, waarna hij zich terugtrok in Caen. Hij stierf in 1834 na een lang ziekbed.

## Mémoires

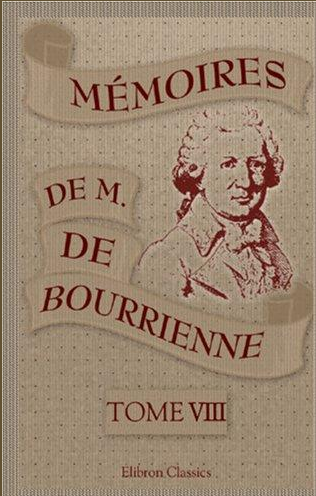
Uitgave van de Mémoires

Bourrienne is met name bekend vanwege zijn Mémoires, die feitelijk een biografie vormen van de opkomst en ondergang van Napoleon. Het werk is erg onbetrouwbaar. De Dictionnaire Bouillet noemt het intéressants, mais ne sont pas exempts pour lui de partialité.